# Schwaig bei Nürnberg

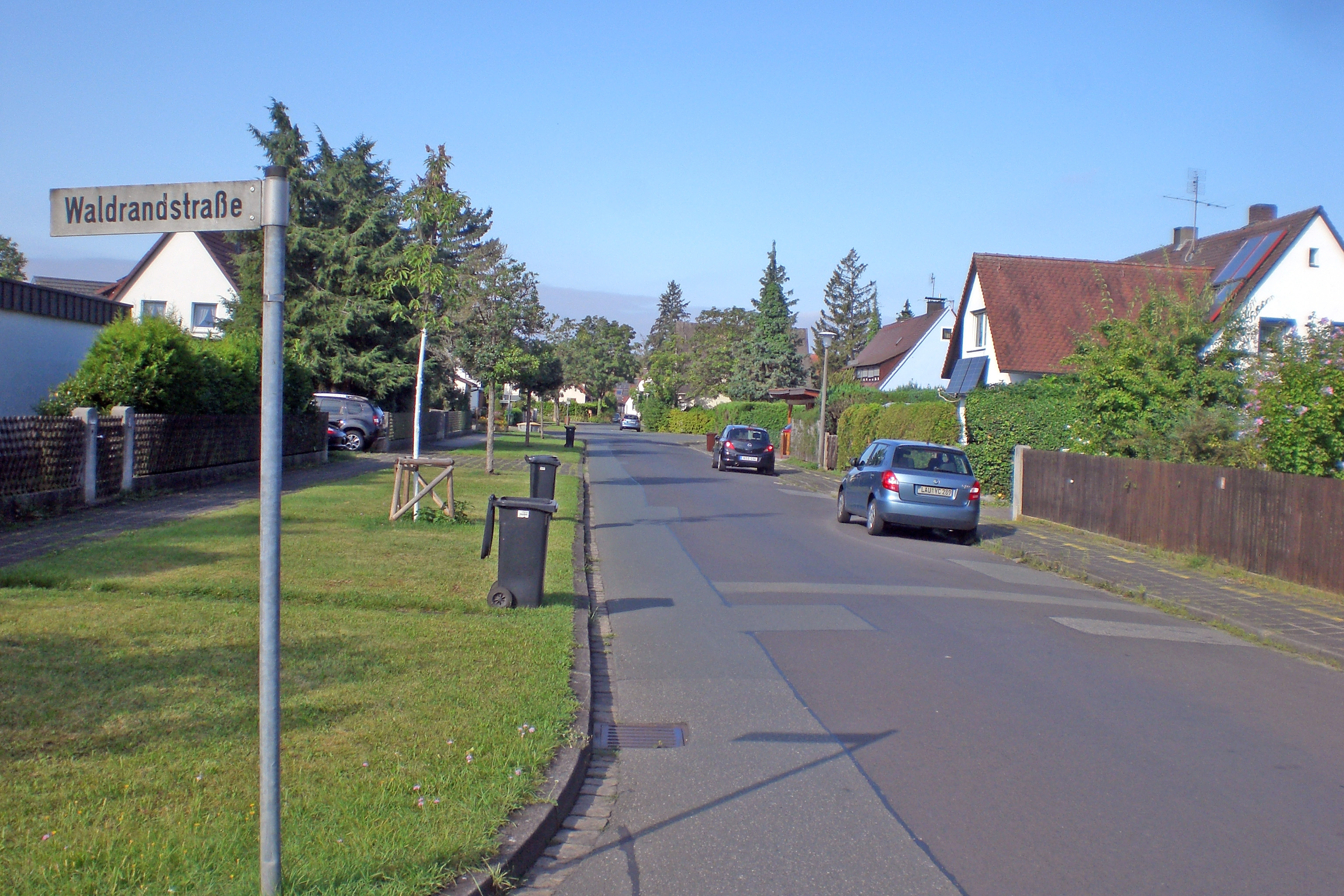
Ortskern von Schwaig (2024)

Schwaig bei Nürnberg (amtlich Schwaig b.Nürnberg) ist eine Gemeinde im mittelfränkischen Landkreis Nürnberger Land und grenzt unmittelbar an Nürnberg.

## Geographie

### Lage
Schwaig liegt an der Pegnitz an der östlichen Stadtgrenze von Nürnberg-Laufamholz, nur getrennt durch die Autobahn A 3. Die Entfernung zum Nürnberger Zentrum beträgt elf Kilometer. Schwaig mit dem Gemeindeteil Malmsbach liegt links der Pegnitz, der Gemeindeteil Behringersdorf (nördlich des Kernortes Schwaig) rechts der Pegnitz und grenzt ebenfalls an die A 3. Die Pegnitz fließt von der Fränkischen Schweiz nach Westen in Richtung Nürnberg und Fürth.

### Gemeindegliederung
Die Gemeinde hat drei Gemeindeteile (in Klammern ist der Siedlungstyp angegeben):
- Schwaig (Pfarrdorf)
- Behringersdorf (Pfarrdorf)
- Malmsbach (Dorf)

Es gibt auf dem Gemeindegebiet die Gemarkungen Behringersdorf und Schwaig. Die Gemarkung Schwaig hat eine Fläche von 3,095 km². Sie ist in 2855 Flurstücke aufgeteilt, die eine durchschnittliche Flurstücksfläche von 1084,07 m² haben. In ihr liegt neben dem namensgebenden Ort der Gemeindeteil Malmsbach.

### Nachbargemeinden
Nachbargemeinden sind (im Norden beginnend im Uhrzeigersinn) Rückersdorf, Röthenbach an der Pegnitz und Nürnberg. Schwaig grenzt an gemeindefreie Gebiete des Landkreises Nürnberger Land an: Im Norden Behringersdorfer Forst, im Süden Laufamholzer Forst, im Südosten Haimendorfer Forst und im Westen Erlenstegener Forst.

## Geschichte
Der Name Schwaig soll sich vom althochdeutschen „Sweiga“ ableiten, was umhegter Weideplatz bedeutet. Die Zeidler sammelten Honig von Bienenvölkern ein und handelten damit. Sie hatten im Wald das Vorrecht auf die Nutzung eines abgegrenzten Gebietes. Kaiser Karl IV. verpfändete 1350 das Zeidelrecht mit der Folge eines Wechsels der zuständigen Gerichtsbarkeit. Der Ort Schwaig wurde 1360 erstmals urkundlich erwähnt. Der Graf von Nassau veräußerte die Ortschaft an den Burggrafen Albrecht von Nürnberg. Von 1427 bis 1807 war die Reichsstadt Nürnberg der Lehnsherr. Im Zweiten Markgrafenkrieg 1552 und im Dreißigjährigen Krieg wurde das Schwaiger Schloss verwüstet. Das Schloss befand sich im Eigentum diverser Nürnberger Patrizierfamilien. Das Gebäude wurde 1952 von der Evangelischen Kirchengemeinde Behringersdorf erworben und gelangte dann zur neuen Kirchengemeinde Schwaig. Im Jahr 1972 kaufte die Gemeinde Schwaig das Schloss. Im September findet jährlich das Schwaiger Schlossfest statt. In der Mitte des 20. Jahrhunderts verbesserte sich die ökonomische Situation in Schwaig aufgrund von Betriebsansiedlungen stark und die Bevölkerungszahl erhöhte sich.
Schwaig mit den Gemeindeteilen Malmsbach und Mittelbüg gehörte zum ehemaligen Landkreis Nürnberg. Der Gemeindeteil Mittelbüg wurde zwischen 1962 und 1973 mit Schwaig vereinigt. Im Zuge der Gemeindegebietsreform wurde zum 1. Juli 1972 der Landkreis Nürnberg aufgelöst. Schwaig kam zum Landkreis Lauf an der Pegnitz, der 1973 in Landkreis Nürnberger Land umbenannt wurde. Am 15. Mai 1976 wurde die Gemeinde Behringersdorf eingegliedert.

## Kommunalpolitik

### Gemeinderat

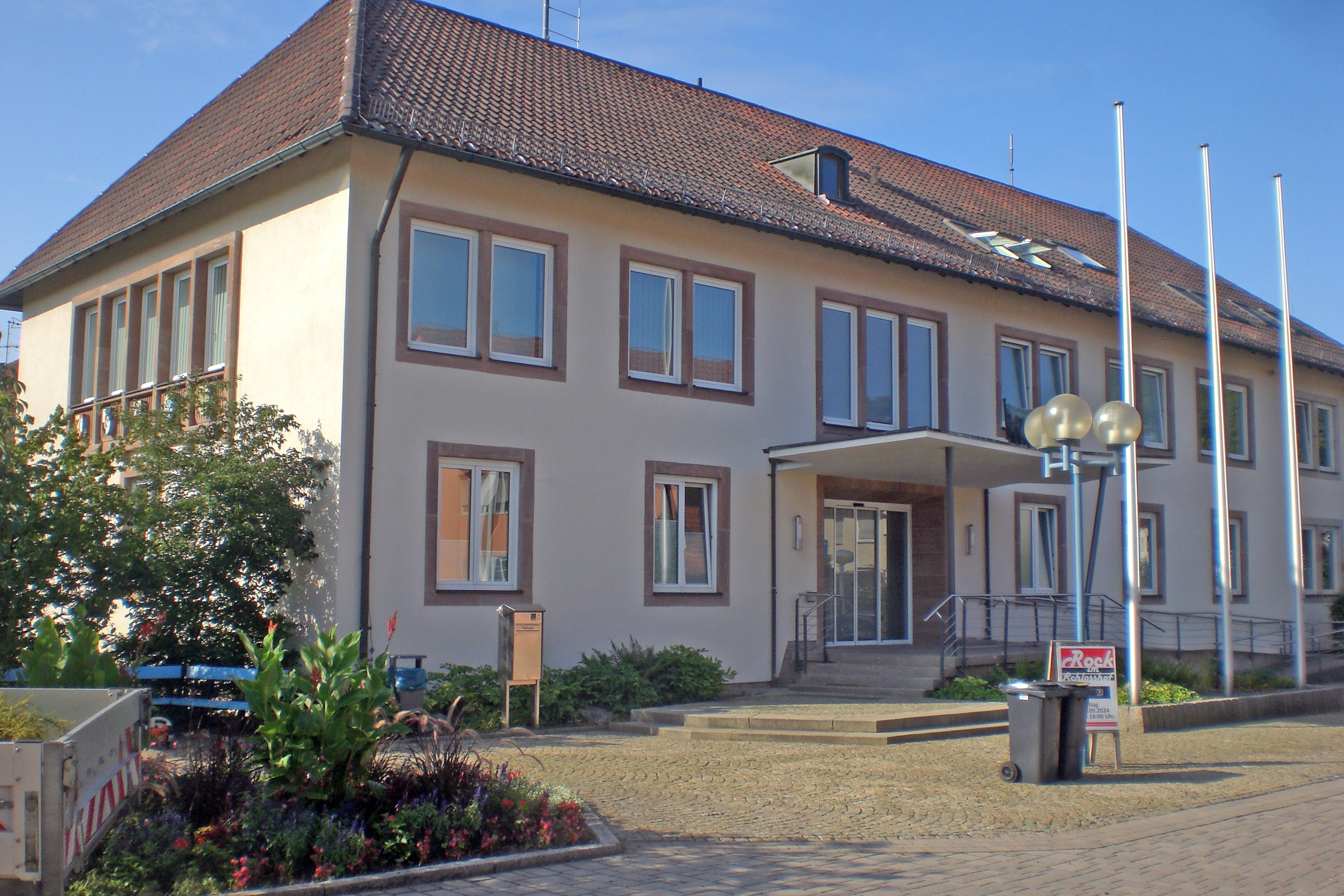
Rathaus (2024)

Der Gemeinderat setzt sich aus dem Ersten Bürgermeister und 20 Gemeinderäten zusammen.
Sitzverteilung: CSU 6 Sitze, Freie Wahlgemeinschaft 6 Sitze, Grüne 5 Sitze, SPD 2 Sitze, FDP 1 Sitz. Die Gemeinderäte sind für sechs Jahre gewählt (1. Mai 2020 bis 30. April 2026).
Ämterverteilung: Erster Bürgermeister Thomas Wittmann (FWG), Zweiter Bürgermeister Peter Schuster (CSU), Dritte Bürgermeisterin Doris Bassimir (FWG), Fraktionsvorsitzende: Petra Götz (CSU), Thomas Noß (FWG), Konstantin Gerl (Grüne), Claudia Hälter (SPD), Karola Hagen-Brosche (FDP).

### Wappen
| | Blasonierung: „Gespalten von Rot und Silber; vorne übereinander zwei goldene Bienen, hinten zwei gekreuzte, gestümmelte, brennende, schwarze Äste.“ |
| Wappenbegründung: Das Gemeindewappen führt Schwaig seit 1979, als die beiden Gemeinden Behringersdorf und Schwaig vereinigt wurden. Die beiden Bienen entnahm man dem Schwaiger Wappen von 1967. Sie symbolisieren das Schwaiger Zeidelwesen (Waldbienenwirtschaft), das im Mittelalter von der Stadt Nürnberg überwacht wurde. An die Zeidlerei erinnern die Bienengartenstraße, der Zeidlerweg und der Zeidlerbrunnen mit zwei Bienenkörben auf dem Platz vor dem S-Bahnhof in Schwaig. Die brennenden Äste (Schürstäbe) sind dem Wappen von Behringersdorf entnommen. Sie stammen ursprünglich aus dem Wappen der Nürnberger Familie Schürstab, die in der Behringersdorfer Ortsgeschichte eine führende Rolle spielte. Die Schürstabstraße erinnert daran. | |

## Wirtschaft und Infrastruktur

### Unternehmen
Schwaig entwickelte sich von einem kleinen Bauerndorf zu einem Gewerbe- und Industriestandort. Vornehmlich im Süden des Hauptortes entstand entlang der Autobahn ein ausgedehntes Gewerbe- und Industriegebiet. Dort war die Eisen-Großhandelsfirma Waldemar Zeitelhack (1953–2000) mit bis zu 500 Beschäftigten der größte Betrieb. Der Textilkonzern Südwolle und der deutsch-japanische Spritzgießmaschinenhersteller Sumitomo-Demag haben ihren Hauptsitz in Schwaig.

### Verkehr
Schwaig ist von der Bundesautobahn 3 über die Anschlussstelle Nürnberg-Mögeldorf erreichbar, Behringersdorf über die Anschlussstelle Nürnberg-Behringersdorf.
Der Haltepunkt Schwaig liegt an der Bahnstrecke Nürnberg–Irrenlohe und wird von der S-Bahnlinie 2 (S 2) Roth – Nürnberg Hbf – Hartmannshof bedient.
| Linie | Verlauf | Takt |
| ----- | --- | --- |
| S2    | Roth – Büchenbach – Rednitzhembach – Schwabach – Schwabach-Limbach – Katzwang – Reichelsdorfer Keller – Nürnberg-Reichelsdorf – Nürnberg-Eibach – Nürnberg-Sandreuth – Nürnberg-Steinbühl – Nürnberg Hbf – Nürnberg-Dürrenhof – Nürnberg Ostring – Nürnberg-Mögeldorf – Nürnberg-Rehhof – Nürnberg-Laufamholz – Schwaig – Röthenbach (Pegnitz) – Röthenbach-Steinberg – Röthenbach-Seespitze – Lauf West – Lauf (links Pegnitz) – Ottensoos – Henfenfeld – Hersbruck (links Pegnitz) – Happurg – Pommelsbrunn – Hartmannshof Stand: Fahrplanwechsel Dezember 2023 | 20/40 min (Roth–Schwabach) 20 min (Schwabach–Lauf) 20/40 min (Lauf–Hersbruck) 60 min (Hersbruck–Hartmannshof) |

Schwaig ist außerdem mit der Buslinie 40 des Verkehrsverbundes im Großraum Nürnberg (VGN) in die Metropolregion Nürnberg eingebunden.
Behringersdorf ist Haltepunkt an der Bahnstrecke Nürnberg–Cheb und wird mindestens stündlich in Richtung Nürnberg und Neuhaus an der Pegnitz bedient.

### Medien
- Pegnitz-Zeitung (Nordbayerische Zeitung für Lauf Stadt und Land), in Gemeinschaft mit den Nürnberger Nachrichten
- Nürnberger Zeitung („NZ“ – auch: „Nordbayerische Zeitung“)
- Mitteilungsblatt Schwaig
- Die Region im Blick

## Bildung, Sport und Kultur

### Schulen und Bildungseinrichtungen
- Grundschule Schwaig bei Nürnberg
- Grundschule Behringersdorf
- Volkshochschule Unteres Pegnitztal

### Geschichts- und Kulturkreis Schwaig-Behringersdorf e. V.
Der Geschichts- und Kulturkreis Schwaig-Behringersdorf (GuKK) wurde am 13. Januar 1992 gegründet, um die Ortsgeschichte zu erforschen und darzustellen und sich der Pflege des kulturellen Lebens zu widmen. Dazu gehört die Erhaltung und Pflege von Kulturwerten in der Gemeinde Schwaig, die Förderung der Denkmalpflege, die Quellenforschung in Archiven, die Sicherung zeitgenössischer Spuren, die Auswertung von ortsgeschichtlich wertvollen Nachlässen, die Einrichtung eines Bild- und Quellenarchivs und die Veranstaltung von Ausstellungen, Exkursionen in die nähere und fernere Umgebung, Führungen, Vorträgen und Lesungen. Die Veröffentlichungen des Vereins sind unter Literatur aufgeführt. Bisher gab es vier Ausstellungen des Vereins im Schwaiger Schloss zu den Themen Schwaig im Bild und Kulturelles Leben im Spiegel der Vereine.

### Baudenkmäler

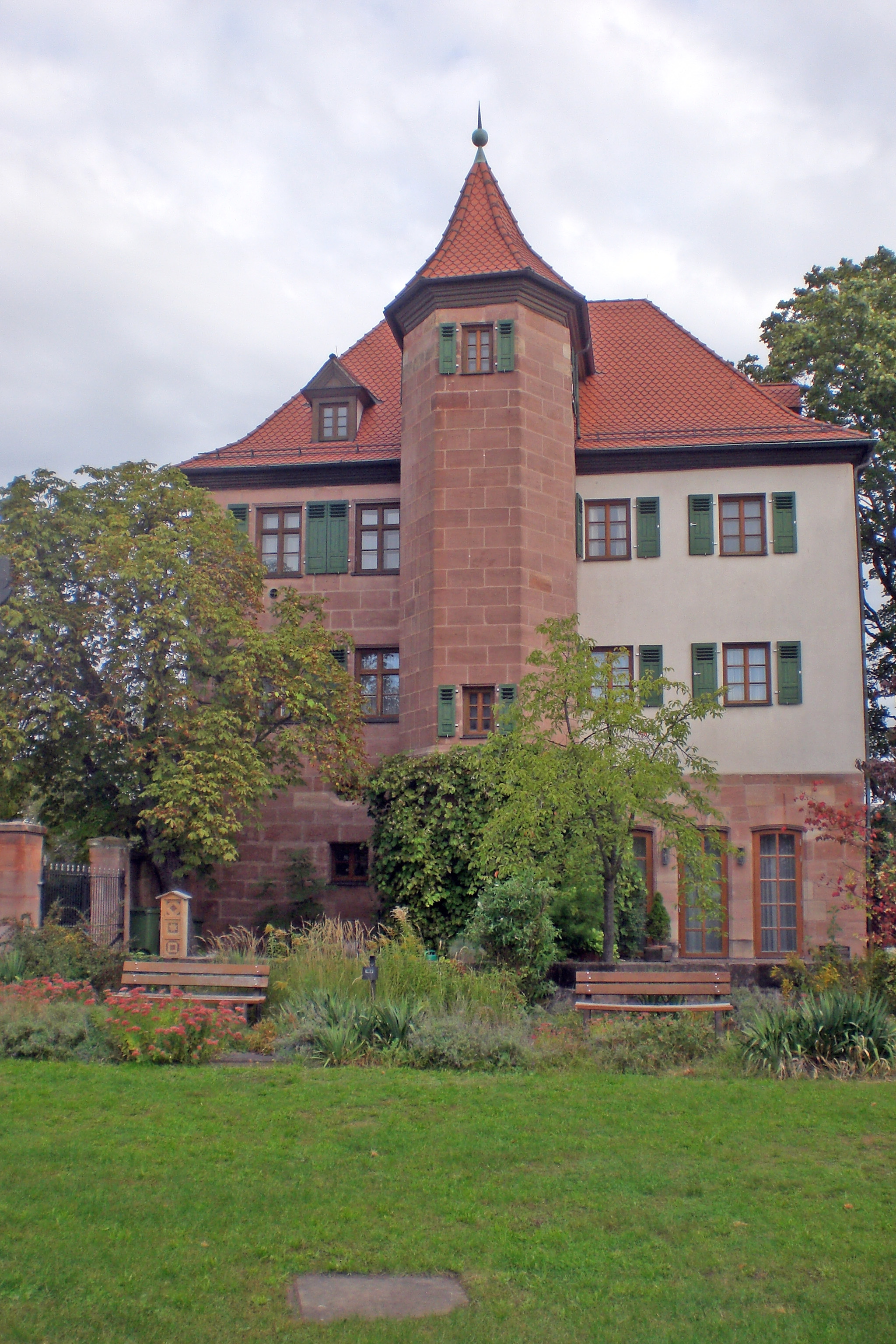
Schloss Schwaig (2024)

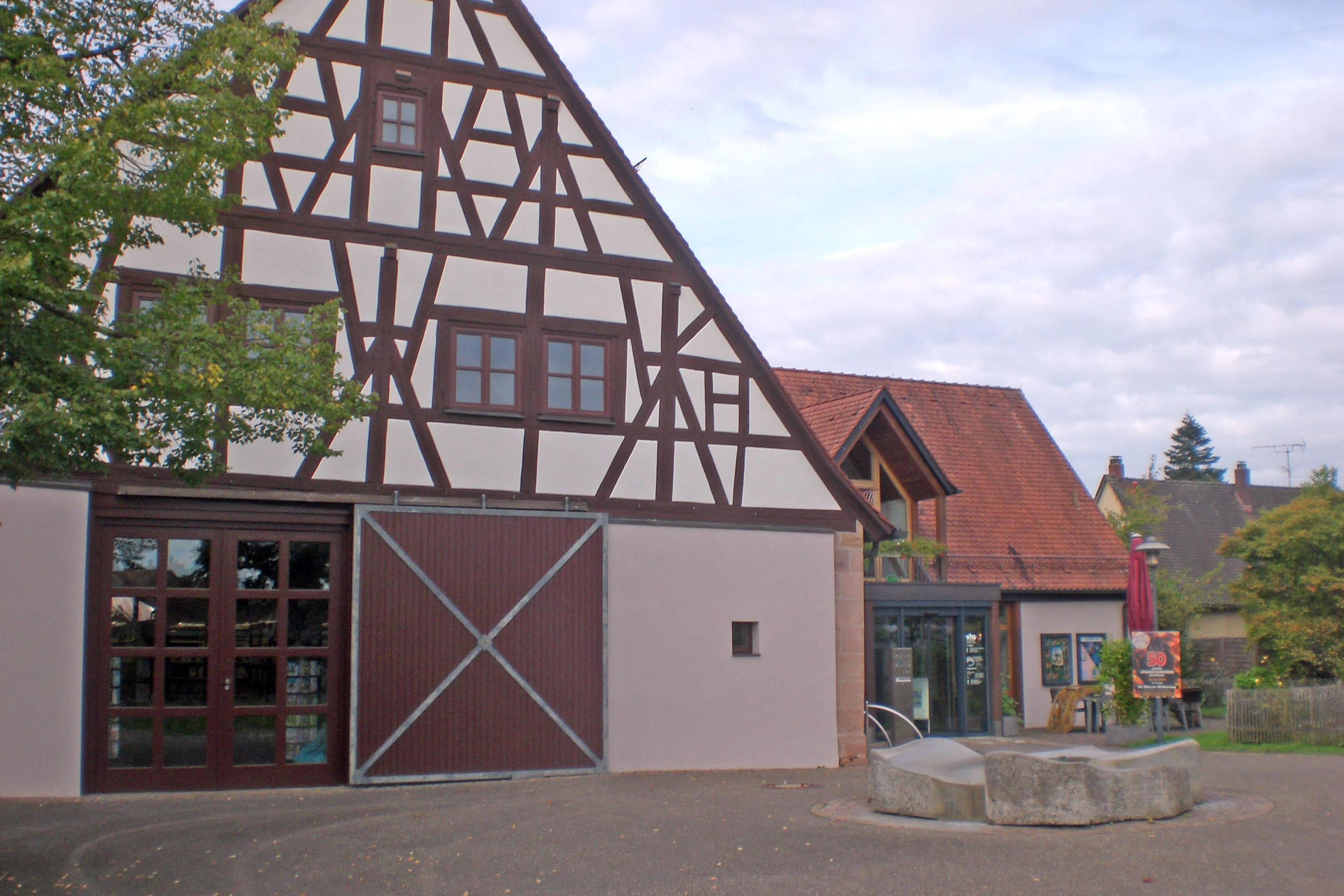
Nebengebäude, heute Bücherei (2024)

- Schwaiger Schloss[15]; ehemaliges Zeidelmuttergut aus dem 15. Jahrhundert. Das Hauptgebäude stammt im Kern aus der zweiten Hälfte des 16. Jahrhunderts und wurde in der Mitte des 18. Jahrhunderts erneuert. Der Besitz gehörte „vor Alters“ den Grundherr und dann den Ebner.[16] Dem Nürnberger Bürger Hanns Dietz genehmigte die Reichsstadt 1545 eine Erweiterung des demnach schon bestehenden Herrenhauses. Es wechselte in der Folge häufiger die Besitzer, durch Heirat erbte Hans Christoph Gugel um 1589 den Herrenhof. Das bescheidene Herrenhaus war damals erheblich „pußwürdig“ und zudem „unbequem“, sodass Gugel 1590 einen Umbau plante. Dabei sollten auch zwei größere Erker und drei Gauben abgebrochen und durch vier Türmchen an den Ecken ersetzt, im Osten ein neuer Abort errichtet werden. Hans Christoph Gugel und seinem Schwiegersohn Johann Christoph Hardesheim (1575–1620) folgte zu Beginn des 30-jährigen Krieges Paulus Ayrer, der Hardesheims Witwe geheiratet hatte. Wohl um 1632/34 wurde der Herrensitz „den mehrern theil ruiniret“. Er kam an die Familie Dietherr von Anwanden, die ihn provisorisch wieder herstellte. Der nächste große Umbau fand unter der Familie Dietherr 1708 statt, der diesmal die 1545 noch verweigerte Erweiterung der Grundfläche mit sich brachte. Dieser Umbau dürfte das heutige Erscheinungsbild des Herrenhauses erheblich geprägt haben. Johann Christoph Dietherr, Johann Georgs Sohn, starb 1709 als letzter seiner Linie. Durch Heirat kam der Herrensitz von 1727 bis 1814 an die Familie Waldstromer von Reichelsdorf. Christoph Jacob Waldstromer ersetzte das erste und zweite Fachwerkobergeschoss durch massive Außenwände. In diesen Jahren wurde wohl auch im Innern modernisiert, wovon die noch erhaltenen Rokoko-Stuckdecken zeugen. Unter Christoph Wilhelm Waldstromer, der den Sitz Schwaig 1766 geerbt hatte, folgten ab 1799 weitere umfangreiche Renovierungsmaßnahmen. Christoph Wilhelm, der 1804 bis 1806 als letzter Nürnberger Reichsschultheiß amtiert hatte, starb 1810 und hinterließ den Schwaiger Besitz dem Sohn Carl Alexander Waldstromer, der 1814 in die bayerische Adelsmatrikel eingetragen wurde. Mit dessen Sohn Christoph Carl Alexander erlosch 1844 eines der ältesten Nürnberger Geschlechter. Das Schwaiger Schloss ging in bürgerliche Hände über und war lange im Besitz der Familie Riegel. Der dreigeschossige Massivbau mit dem südlich angefügten Treppenturm kam 1952 an die evangelische Kirchengemeinde, die in der Erdgeschosshalle einen Kirchensaal einrichtete. 1972 übernahm die Gemeinde Schwaig das Anwesen, das erst vermietet, dann um 1992 renoviert und für kulturelle Zwecke sowie die Gemeindearbeit eingerichtet wurde.

### Sportvereine
Schwaig verfügt über zwei Sportvereine (SV Schwaig und TSV Behringersdorf), ein Sportzentrum und ein Hallen- und Freibad „Pegnitzaue“.
Die 1. Fußballmannschaft des SV Schwaig spielt in der Landesliga.
Das Männer-Volleyballteam des SV Schwaig spielt seit der Saison 2013/14 wieder in der 2. Bundesliga.

## Persönlichkeiten
- Lucie Kurlbaum-Beyer (1914–2008), Politikerin (SPD), 1953–1969 Abgeordnete des Bundestages
- Karl-Heinz Ferschl (1944–2023), Abwehrspieler des 1. FC Nürnberg, 1967/68 deutsche Meisterschaft
- Joachim Franke (1926–2013), em. Professor für Psychologie an der Wirtschafts- und Sozialwissenschaftlichen Fakultät der Friedrich-Alexander-Universität Erlangen-Nürnberg, ehemaliger Prorektor
- Robert Fritzsch (1928–2014), ehemaliger Direktor der Nürnberger Stadtbibliothek, Autor
- Fritz Körber (* 1939), Altbürgermeister (2000–2006, SPD), goldene Verdienstmedaille der Gemeinde Schwaig, im Bezirkstag Fraktionsvorsitzender der SPD, Vertreter des Bezirkstagspräsidenten, Ehrenbürger[17]
- Amandus Kupfer (1879–1952), ein Schüler Carl Huters, Gründer des Carl-Huter-Verlages für Psycho-Physiognomik, Schwaig bei Nürnberg, Autor
- Gustav Roeder (1924–2020), ehemaliger Chefredakteur der Nürnberger Zeitung, Autor
- Volker Römheld (1941–2013), ehemaliger Professor für Pflanzenernährung an der Universität Hohenheim
- Erich Schäfer (1900–1984), Inhaber des Lehrstuhls für Betriebswirtschaftslehre und Industriebetriebslehre an der Wirtschafts- und Sozialwissenschaftlichen Fakultät der Universität Erlangen-Nürnberg
- Jules Stauber (1920–2008), Autor, Karikaturist, Illustrator, Cartoonist
- Karlheinz Vogel (1936–2020), Altbürgermeister (1976–2000, FWG), Ehrenbürger
- Waldemar Zeitelhack (1927–2016), Stahlkaufmann, Eisen-Großhandelsfirma, Rennpferdezüchter, 1977/78 unter Lothar Schmechtig Vizepräsident, dann 1978/79 Präsident des 1. FC Nürnberg